# Amadou Touré
Amadou Touré (né le 27 septembre 1982 à Bujumbura au Burundi) est un footballeur international burkinabé, qui évolue au poste de défenseur.

## Biographie

### Carrière en sélection
Avec l'équipe du Burkina Faso, il dispute 30 matchs (pour 10 buts inscrits) entre 1998 et 2006. Il figure notamment dans le groupe des sélectionnés lors des Coupes d'Afrique des nations de 2002 et de 2004.